# Starnuto

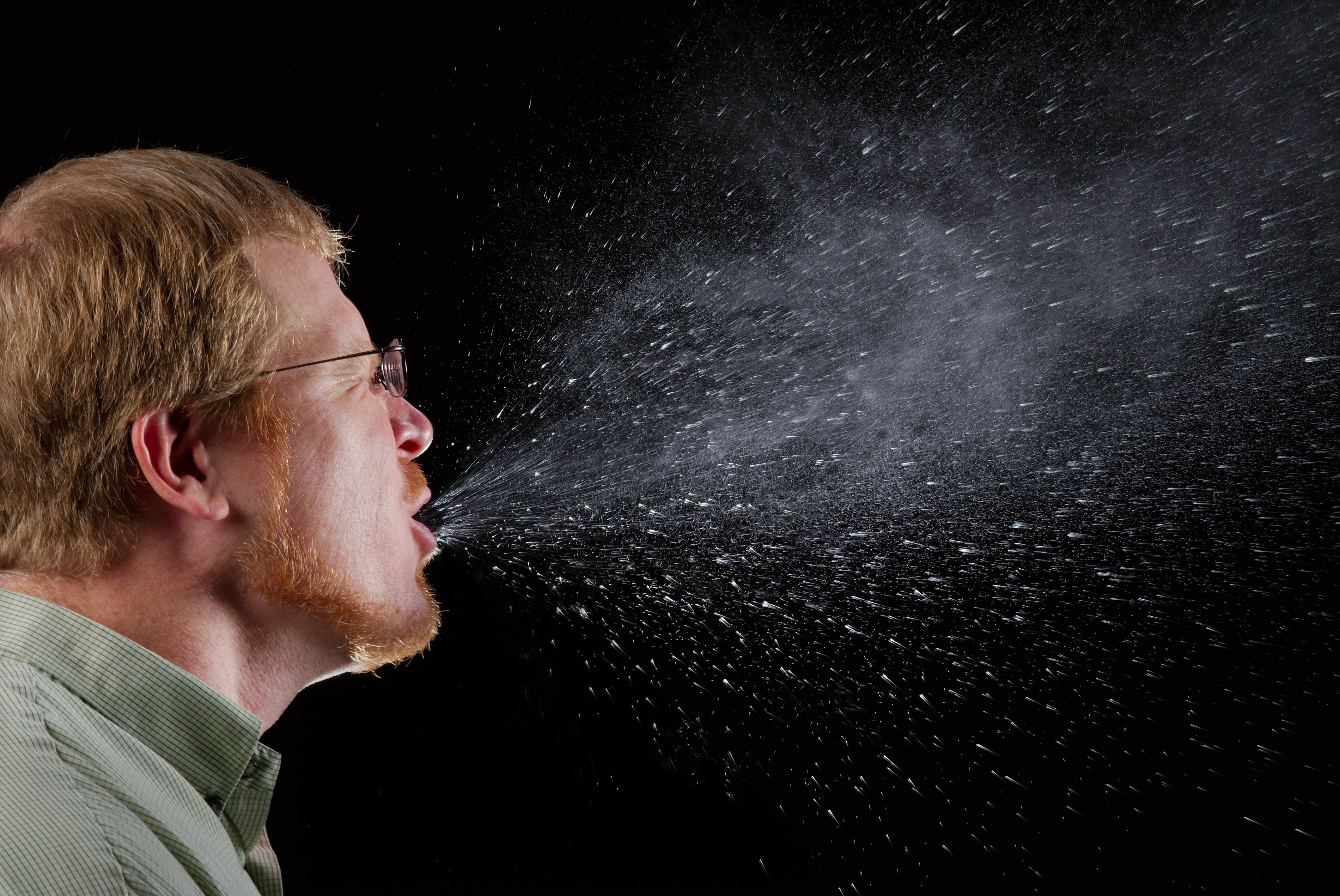
Uomo che starnutisce.

Lo starnuto è una violenta emissione d'aria dai polmoni. Viene solitamente correlata ad uno stato di infiammazione virale, tipicamente nel raffreddore.
La funzione del meccanismo per cui si starnutisce è eliminare tramite le vie aeree gli agenti patogeni.
Si può anche starnutire a seguito di una reazione allergica verso qualche sostanza particolare oppure semplicemente per irritazione delle mucose nasali causata da polvere, pepe, ammoniaca e altre sostanze.
Si può starnutire anche guardando il sole o altre fonti di luce, in questo caso si parla di starnuto riflesso fotico. La sindrome era nota già al tempo degli antichi greci con Aristotele, che ne fece menzione in alcune sue opere. Riguarda quasi il 15-35% della popolazione.
Non solo gli umani starnutiscono, ma anche moltissimi mammiferi, fra cui gli animali domestici come il cane e il gatto.

## Caratteristiche
Quando una persona starnutisce, la velocità con la quale l'aria esce dal naso può aggirarsi intorno ai 45 m/s (162,0 km/h) e lo sbuffo emesso dallo starnuto arriverebbe fino a 60 cm di distanza visibile.
Lo starnuto è un atto indotto dall'attivazione di un riflesso trigeminale. Fibre sensitive del nervo trigemino infatti si distribuiscono anche alla mucosa delle cavità nasali ed alla mucosa di parte delle alte vie respiratorie; la stimolazione (ad esempio da parte di piccoli corpi estranei, quali polvere o pollini) di tali fibre induce la loro attivazione. Esse scaricano i loro impulsi sui neuroni del nucleo sensitivo principale del trigemino, che recluta selettivamente il centro respiratorio bulbare localizzato nell'area reticolare parvicellulare della colonna parasagittale laterale della formazione reticolare e motoneuroni del nucleo ambiguo vagale. Nel primo caso, le proiezioni sono dirette a motoneuroni midollari deputati all'innervazione del muscolo diaframma e dei muscoli intercostali; nel secondo caso, si tratta di motoneuroni deputati all'innervazione della muscolatura (striata) laringea e faringea. Il risultato è quindi la violenta espulsione dell'aria contenuta nei polmoni e la contrazione coordinata della muscolatura laringea e faringea.

## Curiosità storiche
Lo starnuto nella storia è stato analizzato da studiosi quali Giacomo Leopardi e Thomas Browne.
Gli antichi Greci vedevano nello starnuto un presagio divino ricollegabile alla situazione in cui esso avveniva ed Aristotele, in particolare, riteneva che, essendo prodotto da una parte sacra del corpo, il capo, fosse esso stesso divino. Riteneva, però, anche che starnutire tra mezzanotte e mezzogiorno fosse un male, mentre da mezzogiorno a mezzanotte fosse un bene. Anticamente, inoltre, veniva fatta una distinzione fra lo starnuto compiuto a destra e quello compiuto a sinistra: il primo portava prosperità, il secondo, essendo infausto, era visto come presagio di qualcosa di negativo. Probabilmente questa tradizione non sopravvisse nel mondo romano, che comunque sia continuò a dare a questo atto un possibile significato divino e profetico. Questa opinione fu particolarmente attiva nel periodo di Plinio il Vecchio, stando alla sua testimonianza, ossia nei primi anni imperiali.
Stando a Leopardi la consuetudine di "salutar chi sternuta" fu più recente del "riguardar lo sternuto come un augurio": i greci erano soliti chiedere a Zeus di salvarli con la formula "ζεῦ, σῶσον", mentre gli antichi romani auguravano "salus" o "salve" a chi compieva l'atto. Così come vi erano molti che davano significati agli starnuti, però, ve ne erano altri che mostravano scetticismo, come Cicerone e Filemone di Siracusa.
Lichtenberg nel suo aforisma L 156 (1796-1799) ci ricorda che prosit dovrebbe avere il significato di "Dio non voglia che lo starnutire ti faccia male", dal momento che si ricordano casi in cui un violento starnuto aveva provocato "sordità, cecità, vene varicose e perfino la morte"; ma evidentemente il Lichtenberg non aveva coltivato a sufficienza gli studi classici, visto che prosit, terza persona singolare del presente congiuntivo del verbo latino prosum, significa proprio l’opposto di quello che lui pensava e cioè si tratta dell’augurio ‘che questo starnuto ti sia salutare, che ti sia di giovamento’. Infatti già  nell’antichità si pensava che gli starnuti fossero una reazione positiva del corpo e che anzi bisognava cercare di provocarli per liberarsi dalle infezioni respiratorie. A questo proposito basta leggere il Suida, lessicografo bizantino del X secolo, laddove dice che il mintos (‘sterco’) era molto utile perché appunto, frizionato sulle narici dei caproni, li faceva starnutire e così la malattia usciva dal loro naso:
Μίνθος, sterco con il quale i pastori usano frizionare (le narici dei caproni) per provocare i loro starnuti.  Lo sterco delle capre è così particolarmente chiamato. Quando infatti i caproni hanno il raffreddore, i caprari prendono il loro sterco e ne impiastrano le loro narici per provocare con quel fetore lo starnutamento e così la malattia e così liberarli dal morbo. Gli starnuti infatti scacciano la malattia. Da qui dunque viene il detto ‘Ti curiamo molestandoti’. La puzza dello sterco disgusta dunque persino le capre! (Μίνθος. Stercus, quo pastores utuntur ad fricandas [hircorum nares,] ut ad sternutandum eos provocent. Vel stercus caprarum ita vocatur. Cum enim hirci ex frigore male habent, caprarii stercus illorum capiunt, eoque nares ipsorum illinunt, ut foetore illo sternutamentum cieant, & sic morbo eos liberent. Sternutatio enim morbum pellit. Hinc igitur dicit, ‘Μolestia te afficiemus’. Νam & capras foetor stercoris offendit.)